# Kwadwo Duah
Kwadwo Duah (Londra, 24 febbraio 1997) è un calciatore svizzero di origini ghanesi, attaccante del Ludogorec e della nazionale svizzera.

## Caratteristiche tecniche
È un esterno destro.

## Carriera

### Club
Cresciuto nelle giovanili dello Young Boys, ha esordito il 20 luglio 2016 in occasione del match di campionato perso 2-1 contro il Lugano. Il 10 luglio 2018, il Servette annuncia di aver trovato un accordo con lo Young Boys per il prestito di una stagione del giocatore. Fa il suo esordio ufficiale con la maglia granata, dopo essere stato ferito a lungo, il 27 ottobre 2018 sul campo del Kriens, sostituendo Sally Sarr nel corso del secondo tempo.

### Nazionale
Ha giocato nelle nazionali giovanili svizzere Under-18, Under-19 ed Under-20.
Il 4 giugno 2024 esordisce in nazionale maggiore nell'amichevole vinta 4-0 contro l'Estonia. Convocato per il campionato europeo 2024, va in gol nella partita d'esordio, aprendo le marcature nella vittoria per 3-1 sull'Ungheria.

## Statistiche

### Presenze e reti nei club
Statistiche aggiornate al 22 maggio 2024.
| Stagione          | Squadra           | Campionato        | Campionato | Campionato | Coppe nazionali | Coppe nazionali | Coppe nazionali | Coppe continentali | Coppe continentali | Coppe continentali | Altre coppe | Altre coppe | Altre coppe | Totale | Totale | Totale |
| Stagione          | Squadra           | Comp              | Pres       | Reti       | Comp            | Pres            | Reti            | Comp               | Pres               | Reti               | Comp        | Pres        | Reti        | Pres   | Reti   |        |
| ----------------- | ----------------- | ----------------- | ---------- | ---------- | --------------- | --------------- | --------------- | ------------------ | ------------------ | ------------------ | ----------- | ----------- | ----------- | ------ | ------ | ------ |
| 2016-gen. 2017    | Young Boys        | ASL               | 6          | 1          | CS              | 1               | 1               | UCL+UEL            | 1+5                | 0                  | -           | -           | -           | 13     | 2      |        |
| gen.-giu. 2017    | Neuchâtel Xamax   | ChL               | 11         | 1          | CS              | 0               | 0               | -                  | -                  | -                  | -           | -           | -           | 11     | 1      |        |
| 2017-2018         | Winterthur        | ChL               | 25         | 6          | CS              | 1               | 1               | -                  | -                  | -                  | -           | -           | -           | 26     | 7      |        |
| 2018-2019         | Servette          | CL                | 10         | 2          | CS              | 0               | 0               | -                  | -                  | -                  | -           | -           | -           | 10     | 2      |        |
| 2019-2020         | Wil               | CL                | 33         | 12         | CS              | 1               | 0               | -                  | -                  | -                  | -           | -           | -           | 34     | 12     |        |
| 2020-2021         | San Gallo         | SL                | 32         | 9          | CS              | 4               | 1               | UEL                | 1                  | 0                  | -           | -           | -           | 37     | 10     |        |
| 2021-2022         | San Gallo         | SL                | 33         | 15         | CS              | 6               | 3               | -                  | -                  | -                  | -           | -           | -           | 39     | 18     |        |
| Totale San Gallo  | Totale San Gallo  | Totale San Gallo  | 65         | 24         |                 | 10              | 4               |                    | 1                  | 0                  |             | -           | -           | 76     | 28     |        |
| 2022-2023         | Norimberga        | ZL                | 33         | 11         | CG              | 4               | 0               | -                  | -                  | -                  | -           | -           | -           | 37     | 11     |        |
| 2023-2024         | Ludogorec         | PFL               | 24         | 13         | CB              | 5               | 1               | UCL+UEL+UECL       | 1+0+6              | 0+0+1              | SB          | 1           | 0           | 37     | 15     |        |
| 2024-2025         | Ludogorec         | PFL               | 18         | 2          | CB              | 2               | 0               | UCL+UEL            | 3+8                | 2+2                | SB          | 0           | 0           | 31     | 6      |        |
| Totale Ludogorets | Totale Ludogorets | Totale Ludogorets | 42         | 15         |                 | 7               | 1               |                    | 18                 | 5                  |             | 1           | 0           | 68     | 21     |        |
| Totale carriera   | Totale carriera   | Totale carriera   | 225        | 72         |                 | 24              | 7               |                    | 25                 | 3                  |             | 1           | 0           | 275    | 84     |        |

### Cronologia presenze e reti in nazionale
| Cronologia completa delle presenze e delle reti in nazionale ― Svizzera | Cronologia completa delle presenze e delle reti in nazionale ― Svizzera | Cronologia completa delle presenze e delle reti in nazionale ― Svizzera | Cronologia completa delle presenze e delle reti in nazionale ― Svizzera | Cronologia completa delle presenze e delle reti in nazionale ― Svizzera | Cronologia completa delle presenze e delle reti in nazionale ― Svizzera | Cronologia completa delle presenze e delle reti in nazionale ― Svizzera | Cronologia completa delle presenze e delle reti in nazionale ― Svizzera |
| Data                                                                    | Città                                                                   | In casa                                                                 | Risultato                                                               | Ospiti                                                                  | Competizione                                                            | Reti                                                                    | Note                                                                    |
| ----------------------------------------------------------------------- | ----------------------------------------------------------------------- | ----------------------------------------------------------------------- | ----------------------------------------------------------------------- | ----------------------------------------------------------------------- | ----------------------------------------------------------------------- | ----------------------------------------------------------------------- | ----------------------------------------------------------------------- |
| 4-6-2024                                                                | Lucerna                                                                 | Svizzera                                                                | 4 – 0                                                                   | Estonia                                                                 | Amichevole                                                              | -                                                                       | 46’                                                                     |
| 15-6-2024                                                               | Colonia                                                                 | Ungheria                                                                | 1 – 3                                                                   | Svizzera                                                                | Euro 2024 - 1º turno                                                    | 1                                                                       | 68’                                                                     |
| 23-6-2024                                                               | Francoforte sul Meno                                                    | Svizzera                                                                | 1 – 1                                                                   | Germania                                                                | Euro 2024 - 1º turno                                                    | -                                                                       | 65’                                                                     |
| 29-6-2024                                                               | Berlino                                                                 | Svizzera                                                                | 2 – 0                                                                   | Italia                                                                  | Euro 2024 - Ottavi di finale                                            | -                                                                       | 77’                                                                     |
| 5-9-2024                                                                | Copenaghen                                                              | Danimarca                                                               | 2 – 0                                                                   | Svizzera                                                                | UEFA Nations League 2024-2025 - 1º turno                                | -                                                                       | 90+1’                                                                   |
| 8-9-2024                                                                | Ginevra                                                                 | Svizzera                                                                | 1 – 4                                                                   | Spagna                                                                  | UEFA Nations League 2024-2025 - 1º turno                                | -                                                                       | 76’                                                                     |
| Totale                                                                  |                                                                         | Presenze                                                                | 6                                                                       |                                                                         | Reti                                                                    | 1                                                                       |                                                                         |

## Palmarès

### Club

#### Competizioni nazionali
- Challenge League: 1

Servette: 2018-2019
- Campionato bulgaro: 2

Ludogorec: 2023-2024, 2024-2025
- Supercoppa di Bulgaria: 2

Ludogorec: 2023, 2024
- Coppa di Bulgaria: 1

Ludogorec: 2024-2025